# Biser
Biseri su tvrdo strano tijelo od sedefa koje nastaje u određenim vrstama mekušaca.

## Kulturno značenje
Godine 2012. istraživači su u jednom 7000 godina starom grobu u Emiratu Umm al-Quwain (Ujedinjeni Arapski Emirati) otkrili bisere što znači da su stanovnici Arapskog poluotoka već u ranome neolitiku ronili i vadili školjke, 2500 godina prije nego što se do tada pretpostavljalo. Prve predaje u kojima se spominju biseri potječu iz kineske Knjige povijesti Shujinga iz 2206. godine pr. Kr.  („...kralj Yu dobiše bisere kao danak rijeke Hwai...“)
U islamskim zemljama biseri simboliziraju djevičanstvo. Za kurdske je mističare biser: „ Embrij koji spava na dnu školjkine maternice.“
Kod starih Rimljana i Grka biseri su bili vrlo cijenjeni. Rimljani su preuzeli od Grka ime margarita što je bilo i ime za ljubavnicu. Čitav niz školjki kasnije je dobio dodatak latinskog naziva margaritifera, pojam koji je do danas sačuvan u imenu cvijeta margareta.
U većini kultura biser je imao i ima simbolički karakter. U Kini biseri simboliziraju bogatstvo, mudrost i dostojanstvo, u Japanu sreću, u Indiji bogatstvo djecom, a u mnogim dijelovima svijeta suze. U arapskim kulturama žene se često uspoređuju s biserima, kao i dijelovi njihovog tijela, npr. zubi.  Osim toga, vjeruje se da biseri djeluju afrodizijački i da liječe Melankoliju i ludilo. 
U srednjem su vijeku biseri dobili sakralni karakter, predstavljali su ljubav prema bogu. U Novom zavjetu: Dvanaest vrata – dvanaest bisera: svaka od svoga bisera. A gradski trg – čisto zlato, kao prozirno staklo. (Otk 21 21). Zahvaljujući spominjanju bisera u Bibliji, postali su neizostavni dio demonstracije moći kršćanskih vladara koji su ih koristili u brojnoj simbolici.
Margaritomantika se bavi gatanjem uz pomoć bisera. U 8. st. pod arapskim se utjecajem biseri počinju koristiti kao lijek. U Europi su biseri korišteni za izradu bisernog mlijeka, a „aqua perlata“ se u srednjem vijeku sastojala od bisernog praha, octa, soka limuna, šećera i biljnih začina. Do 19. st. biseri se koriste u farmaciji.

## Nastanak
Kako biseri nastaju u prirodi nije potpuno jasno. Pretpostavljalo se da je zrnce pijeska koje prodire u unutrašnjost školjke uzročnik, teza koju ja znanost odbacila. Zrnce pijeska nema nikakva utjecaja na promjene u unutrašnjosti školjke jer je školjka naviknuta na život na morskome dnu.
Henry A. Hänni, profesor znanosti o dragom kamenju na Sveučilištu Basel i Jochen Schlüter, ravnatelj Mineraloškog Muzeja u Hamburgu, pretpostavlja da su za nastanak bisera odgovorne ozljede u tkivu plašta školjke. Na različite nezacijeljene ozljede poput onih uzrokovanih parazitima koji uđu u epitelno tkivo, također reagira stvaranjem cista. Kalcijev karbonat, materijal od kojeg se sastoje ljušture, taloži se sloj po sloj u cisti i tako nastaje biser.

## Sastav
Biser ima kristaličnu strukturu i sastoji se, kao i ljuštura, od 80 do 92 % kalcijeva karbonata (CaCO3) u njegovom primarnom obliku koji se zove aragonit. Osim toga, sastoji se od sekundarne forme kalcij karbonata, kalcita, i vode. Kristali rastu u obliku pločica i slojevito su nanizani. Kad se biser u sredini prepolovi vide se slojevi koji izgledaju kao godovi stabala. Pločice su međusobno povezane organskom mješavinom bjelančevina i konhiolina. Na taj su način biseri nelomljivi i otporni na udarce. Sastavni su dijelovi sedefa i bisera identični, razlikuju se samo po količini sastavnih elemenata, sedef, na primjer, sadrži više vode. Biseri su tvrđi i otporniji od sedefa. Tvrdoća bisera iznosi 2,5-4,5 na Mohsovoj ljestvici.
Sjaj bisera nastaje zbog refleksije i loma svjetlosti na kristalnim granicama kalcij karbonata i pohranjenim molekulama vode. Sjaj je finiji što su slojevi tanji (interferencija). Biseri se nakon određenog vremena počinju sušiti, što uzrokuje promjenu organskih sastojaka i početak procesa starenja.
Boja bisera, od bijelih preko žutih do ružičastih i sivih, ovisi o vrsti biserne školjke, životnom prostoru i temperaturi vode. Biseri se mogu izvan školjke bojati svim bojama, ali oni ne podnose vrućinu kao ni dodir s lužinama ili kiselinama.

## Nazivi
Internacionalno obvezujuća nomenklatura preduvjet je trgovini biserima. Aktualni kriteriji moraju biti opće poznati i prihvaćeni na tržištu i time obvezujući za ozbiljnu trgovinu. Razlikuju se prirodni biseri, kultivirani biseri s implatiranom jezgrom od sedefa ili implantatom od epitela, imitacije prirodnih i kultiviranih bisera od kompozicijskih materijala (npr. majorkinski biseri). Proces obrade mora bit registriran. 
Prirodnim biserima smiju se nazivati samo oni biseri koji su nastali u vodi, bez ljudske intervencije. Ti se biseri nazivaju „orijentalnim biserima“, ako su do 19. stoljeća izvađeni u Perzijskom zaljevu. U Europi su više stoljeća riječni biseri bili vrlo značajni i koristili su se za ukrašavanje nošnji i odora poput odora koje su izložene u Carskoj riznici u Beču.
Kultiviranim biserima nazivaju se biseri koji su nastali implantacijom i koji se uzgajaju na bisernim farmama.
Nepravilno oblikovani biseri nazivaju se baroknim biserima.
Biwa biseri slatkovodni su biseri koji se uzgajaju u Japanu, u Biwa jezeru. Jezgra epitela izuzetno je mekana i imaju barokni (nepravilni) oblik. Zbog velikog zagađenja voda rast je sve lošiji.
Button biseri su biseri čije je površina glatka i simetrična, ali koji nisu okrugli, nego eliptični. Takvi biseri mogu prirodno izrasti, ali i biti uzgojeni iz eliptično formirane jezgre.
Mabe su biseri polubiseri u različitim oblicima i baroknog izgleda, mogu prirodno nastati ili biti rezultat implantacija okruglih, kockastih i drugih oblika.
Keshi biseri mali su biseri koji mogu nastati u Akoya školjkama u kojima već raste jedan veliki biser.

## Kultivirani biseri
Skoro svi biseri koji se danas koriste za izradu nakita kultivirani su biseri. Transplantat je komadić plašta školjke, organa koji povezuje ljušture. Uzgojeni biser raste nekoliko mjeseci ili godina. Ovisno o tome stavlja li se uz transplantat i okrugla jezgra govori se o bezjezgrenim i jezgrenim uzgojenim biserima. Bezjezgreni biseri pretežno se uzgajaju u slatkovodnim školjkama bisernicama, u njihovom plaštu. Tako nastaje kineski slatkovodni uzgojeni biser. Biseri s okruglom jezgrom uzgajaju se u morskim kamenicama gdje rastu u gonadi školjke. Poznati su jezgreni biseri japanski biseri, bijeli i zlatni Južnomorski biseri i crni tahićanski biseri. U jednom plaštu može se uzgojiti do 40 bisera po ciklusu (u svakoj ljušturi 20), a u gonadi tek jedan, zbog toga su morski jezgreni biseri skuplji od bezjezgrenih slatkovodnih bisera.
Godine 1913. njemački je zoolog Friedrich Alverdes otkrio da biseri nastaju implantacijom epitelnog tkiva u vezivno tkivo plašta školjke. Japanac Kokichi Mikimito na početku 20-tih godina prošlog stoljeća prvi je uspio uzgojiti okrugle bisere za tržište primjenjujući uzgojnu metodu Friedricha Alverdesa. Prije njega na taj su način uzgajala dva japanca, Tokichi Nishikawa i Tatsuhei Mise koji su tu uzgojnu metodu najvjerojatnije preuzeli od australca Williama Savilla-Kenta.
Uzgoj bisera poznat je već iz 5. st. pr. Kr. U Kini su se uzgajali „Buddha biseri“ u slatkovodnim školjkama (Hyriopsis cumingii). U školjku su se stavljale Budine figurice od slonove kosti, gipsa ili olova koje su nakon određenog vremena dobile caklinu od sedefa. Švedski prirodoznanstvenik Carl von Linne 1758. godine uspio je staviti komadić srebrene žice u obliku slova T u slikarsku školjku (Unio pictorum) da bi uzgojio okrugli biser. Patentirao je svoju metodu, ali je patent pao u zaborav jer nije bilo praktične primjene. 
Implantatu treba oko dvije godine da se pretvori u biser. Često se dogodi da školjke ne prežive implantaciju ili odbace implantat. U samo 30 % školjki implantat se pretvori u biser, samo 10 % tih bisera komercijalno su uporabljivi, tek 3 % savršeno okrugli, a samo 0,5 % imaju visoku kvalitetu oblika, boje, strukture i kakvoće površine i sjaja. Ovisno o vrsti školjki, mjestu i uvjetima uzgoja. Često raste u školjkama u kojima se nalaze implantati, nekoliko malenih bisera, takozvanih bisernih sjemena, sasvim prirodno. U školjkama može nekoliko puta narasti biser iz implantata. 
Samo nekoliko vrsti školjki od 10.000 poznatih u stanju su oblikovati biser. Za uzgoj morskih bisera koriste se školjke Pinctada, za uzgoj slatkovodnih bisera školjke Hyriopsis. Biseri koje nije moguće prodati pulveriziraju se i koriste u kozmetici.

## Školjke bisernice
Za uzgoj bisera u moru koriste se školjke Pinctada. Englesko ime pearl oyster pogrešno se prevodi kao biserna kamenica. Školjke bisernice nemaju nikakve veze s delikatesnim školjkama Ostrea edulis  ili Crassostrea gigas (pacifičkom japanskom kamenicom). Školjke u kojima se uzgajaju biseri:
- Pinctada martensii (Dunker, 1872.)  Školjka je velika oko 8 cm i naziva se Akoya Biseri ove školjke mogu biti 12 mm veliki. U Japanu se koriste duže od 100 godina za uzgoj bisera, u Kini tek od 1980.

- Pinctada maxima (Jameson, 1901.) Ova je školjka posebno velika, može biti teška do 5 kg. Ima ih u istočnom Indijskom oceanu sve do zapadnog Pacifika. Biseri ove školjke mogu biti veliki 20 mm.
- Pteria penguin (Roeding, 1798.) rasprostranjena je u Crvenom moru, Perzijskom zaljevu, Indijskom oceanu i tropskom zapadnom Pacifiku. Ova se školjka naziva i crnom krilatom školjkom. U njoj se, kao i u Pinctada margaritifera, uzgajaju najpoznatiji crni biseri.
- Pinctada margaritifera (Linnaeus, 1758.) Ova je školjka rasprostranjena na sjevernoj obali Afrike, u Crvenom moru, u Perzijskom zajevu, Indijskom oceanu te u zapadnom i srednjem Pacifiku. Radi se o grupi školjki koje se međusobno razlikuju: Pinctada margaritifera cumingi tzv. Crnousta školjka bisernica, školjka koja je rasprostranjena u polinezijskom moru u kojoj se uzgaja tahićanski biser.
- Pinctada radiata (Leach, 1814.) rasprostranjena je u Perzijskom zaljevu, Crvenom moru i Indijskom oceanu i od građnje Sueskog kanala čak i u Sredozemnom moru. Svi antički biseri potječu iz ove školjke bisernice. Kultiviranje i uzgoj ovih bisera je neznatan. Ali prorodni biseri ove školjke bisernice su još uvijek vrlo vrijedni.
- Pincatada imbricata (Röding, 1798.) ovu je školjku Kolumbo otkrio u Venezueli. Naziva se i atlantskom školjkom bisernicom jer je rasprostranjena u zapadnom Atlantiku (Bermuda, Florida i sjever Južne Amerike). Ovaj biser se ne kultivira i smatramo ga iskorijenjenim.
- Pinctada fucata (Gould, 1857.) mogla bi ući u povijest uzgoja bisera kao najvažnija školjka bisernica. S ovom je školjkom Japanac Mikimoto započeo s uzgojem bisera na početku 20. stoljeća i njima otvorio tržište za prodaju istih. Poznata je i pod imenoma Akoya-školjka (Akoya oyster). Ime pinctada fucada nije znanstveno čvrsto. Rasprostranjena je u vodama oko Japana, Kine, Tajvana, Vijetnama i Australije.
- Pinctada mazatlanica (Hanley, 1855.) naziva se i Lapaz – Bisernica. Najpoznatiji polubarokni biser na svijetu koji ima oblik suze, La Peregrina, potječe iz ove školjke. Ova je školjka rasprostranjena od zapadne obale Meksika do Perua. Može narasti do 20 cm. Prirodni biseri mogu biti velik 10 mm, bijeli ili tamni.

## Vanjske poveznice
- The History of Pearls. PBS Pearl History Special.